# Aydın
Aydın là một thành phố tự trị (büyük şehir) đồng thời cũng là một tỉnh (il) của Thổ Nhĩ Kỳ.

## Địa lý - Khí hậu
Thành phố nằm ở khu vực đồng bằng màu mỡ được sông Büyük Menderes, sông lớn nhất ở vùng Aegean cung cấp nguồn nước, dãy núi Aydın nằm ở phía bắc và dãy núi Menteşe ở hướng nam. Phía tây thành phố là bờ biển Aegean với hồ Bafa.
Khí hậu nhiệt đới mang đặc điểm khí hậu của vùng đồng bằng sông Menderes, rất nóng vào mùa Hè. Phong cảnh nông thôn của thành phố gồm các cánh đồng trồng cam, chanh và olive. 

## Hành chính
Thành phố được phân thành 17 đơn vị hành chính cấp huyện sau:
- Bozdoğan
- Buharkent
- Çine
- Didim
- Efeler
- Germencik
- Incirliova
- Karacasu
- Karpuzlu
- Koçarlı
- Köşk
- Kuşadası
- Kuyucak
- Nazilli
- Söke
- Sultanhisar
- Yenipazar

Trong đó, huyện Efeler được thành lập từ thành phố tỉnh lỵ (merkez ilçesi) Aydın trước đây.